# The Eye Creatures
The Eye Creatures (ook wel bekend als Attack of the Eye Creatures) is een Amerikaanse sciencefictionfilm uit 1965. De film werd geregisseerd door B-filmregisseur/producerLarry Buchanan. Het scenario van de film was losjes gebaseerd op het korte verhaal "The Cosmic Frame" van Paul W. Fairman.

## Verhaal
De film begint met de vertoning van een geheime militaire film waarop een vliegende schotel te zien is. De verteller beschrijft hoe het “project visitor” van het leger de schotel al enige tijd volgt, en een landing verwacht in het midden van de Verenigde Staten. Luitenant Robertson bevindt zich bij de verwachte landingsplek. Hij berispt zijn ondergeschikten voor het feit dat ze de monitor gebruiken om een paar tieners te bespioneren. Deze tieners zijn Stan Kenyon en zijn vriendin Susan Rogers. De twee zien een vreemd voorwerp landen in een bos vlakbij, en gaan op onderzoek uit. De twee raken met hun auto per ongeluk een van de aliens uit de vliegende schotel.
Terwijl Stan en Susan een telefoon zoeken om hun verhaal aan de politie te vertellen, wordt de dode alien gevonden door een zwerver. Er duiken nog meer aliens op, en de man krijgt door de schok een hartaanval. Wanneer de politie arriveert en enkel het lichaam van de zwerver vindt, nemen ze aan dat Stan de man heeft vermoord en arresteren hem.
Luitenant Robertson hoort over de ufolanding en belt zijn sceptische commandant, die hem met tegenzin toestemming geeft de zaak te onderzoeken. Het leger vindt de UFO en blaast hem op, niet wetende dat de aliens die erin zaten het UFO reeds hadden verlaten en nu in het bos rondlopen.
Stan en Susan ontkomen gemakkelijk aan de onbekwame politieagenten, en ontmoeten Mike Lawrence, een vriend van de dode zwerver. De drie proberen bewijs te verzamelen over de aliens en de bedreiging die ze vormen. Het drietal loopt de aliens tegen het lijf, en alleen Stan en Susan kunnen ontkomen. Wel ontdekken ze dat de aliens ontploffen indien ze worden blootgesteld aan fel licht.
De politie laat autopsie verrichten op het lichaam van de zwerver, en ontdekt dat deze aan een hartaanval is overleden. Nu Stan dus onschuldig blijkt te zijn, willen ze niets meer met hem te maken hebben. Derhalve weigeren ze naar hem en Susan te luisteren wanneer die over de aliens beginnen. Stan laat het er niet bij zitten, en haalt wat vrienden erbij. Samen gaan ze naar het bos met hun auto’s, en doden de laatste aliens met het licht van de koplampen.

## Rolverdeling
| Acteur         | Personage     |
| -------------- | ------------- |
| John Ashley    | Stan Kenyon   |
| Cynthia Hull   | Susan Rogers  |
| Warren Hammack | Lt. Robertson |
| Chet Davis     | Mike Lawrence |
| Bill Peck      | Carl Fenton   |

## Achtergrond
The Eye Creatures is berucht om zijn vele productiefouten. Het verhaal wordt geacht zich in een nacht af te spelen, maar de nachtscènes worden geregeld onderbroken door scènes die duidelijk bij daglicht zijn gefilmd.
De kostuums voor de aliens vormden het grootste probleem voor de regisseur. Er waren er niet genoeg om alle acteurs een te geven voor de scènes met meerdere aliens erin. Daarom moesten sommige acteurs het met een gedeeltelijk kostuum doen, en strakke zwarte pakken dragen om de rest van hun lichaam te verhullen. Dit was ook een van de mikpunten toen de film werd behandeld in de cultserie Mystery Science Theater 3000. Joel Robinson suggereerde op sarcastische toon: "some eye creatures … are born with tight acrylic wool-blend turtleneck sweaters from Chess King" toen hij de scène voor het eerst zag.
Om de titel meer in lijn te houden met die van andere B-films werd de zin "Attack of the" toegevoegd aan de originele titel. De monteur vergat echter dat de originele titel ook begon met “the”, waardoor lange tijd de film als alternatieve titel Attack of the the Eye Creatures droeg.